# Chalcides chalcides
Espèce
Synonymes
- Lacerta chalcides Linnaeus, 1758
- Chalcides tridactylus Laurenti, 1768
- Seps vittatus Leuckart, 1828
- Chalcides lineatus Boulenger, 1889
- Lygosoma akeleyi Meek, 1897

Statut de conservation UICN

 LC  : Préoccupation mineure
Chalcides chalcides, ou Luscengola, est une espèce de sauriens de la famille des Scincidae.

## Répartition
Cette espèce se rencontre :
- dans le nord de la Tunisie et en Libye ;
- en Italie ;
- sur les îles de Sardaigne, de Sicile et d'Elbe en Italie.

## Description
La caractéristique principale de cette espèce est de posséder des membres très petits, parce qu’atrophiés. Le corps est en forme de serpent, long de 40 cm au maximum, brillant, d’une couleur allant du vert olive au gris ou au marron, avec des stries noires. La queue, comme pour les Lacertilia, peut se détacher quand l’animal est pris par cette partie du corps : c’est la faculté d’autotomie, comme l’orvet.
Étant un animal poïkilotherme (à sang froid), il vit dans les zones herbeuses, humides et buissonneuses, exposées au soleil. Il est vivipare.

## Liste des sous-espèces
Selon The Reptile Database (23 janvier 2014) :

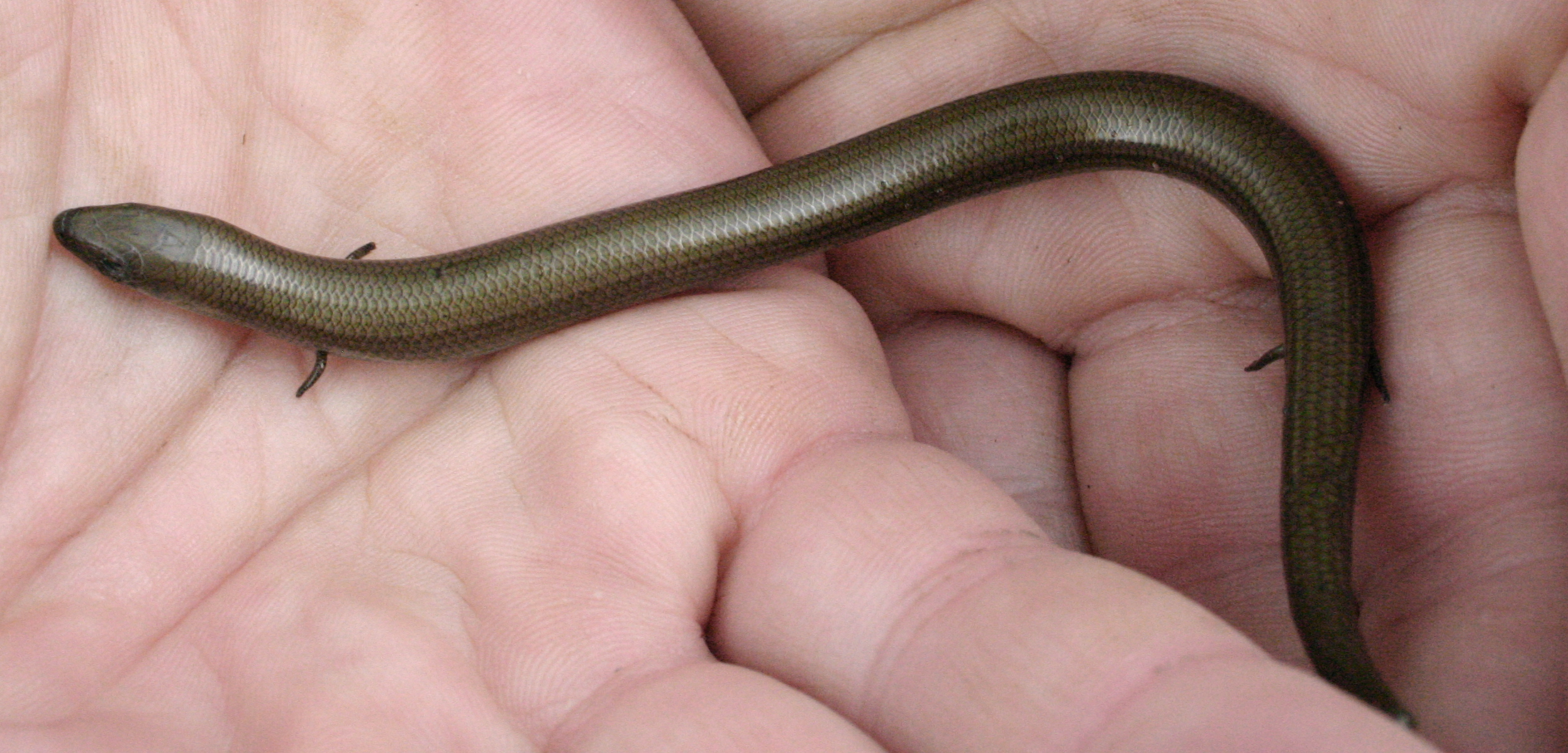

- Chalcides chalcides chalcides (Linnaeus, 1758)[4]
- Chalcides chalcides vittatus (Leuckart, 1828)
- Chalcides striatus (Cuvier, 1829)[5]

## Publications originales
- Linnaeus, 1758 : Systema naturae per regna tria naturae, secundum classes, ordines, genera, species, cum characteribus, differentiis, synonymis, locis, ed. 10 (texte intégral).
- Leuckart, 1828 : Breves animalium quorundam maxima ex parte marinorum descriptiones. Heidelbergae: Ausgusti Osswaldi, p. 9-23.